# Penn Central Transportation Company
A Penn Central Transportation Company, mais conhecida como Penn Central, foi uma companhia ferroviária norte-americana formada pela fusão da Pennsylvania Railroad e da New York Central Railroad. Em 1969, a companhia absorveu a New York, New Haven and Hartford Railroad. A companhia tinha várias subsidiárias em outras indústrias, notavelmente nos mercados petrolíferos e imobiliários.
Logo após o fim da Segunda Guerra Mundial, companhias ferroviárias dos EUA começaram a ter problemas financeiros. A Pennsylvania Railroad registrou prejuízos pela primeira vez em 1946, mas não se empenhou em ações de modernização e corte de custos. A New York Central ao contrário, era mais prudente e inovou, sendo a primeira companhia a transportar contêineres com sucesso em vagões. Em 1957, as duas empresas começaram as negociações de fusão e em 1968 ela foi aprovada.
Problemas de gerenciamento e financiamento atormentaram a Penn Central durante sua curta existência, perdendo milhões de dólares por dia, a companhia se encontrava numa situação financeira insustentável. Em junho de 1970, a companhia declarou falência, a maior dos EUA até a época. Em 1971, suas linhas foram absorvidas pela recém-criada Amtrak.